# 迪士尼媒體和娛樂發行
迪士尼媒體和娛樂發行（英語：Disney Media and Entertainment Distribution，简称为DMED），是華特迪士尼公司曾经的五個主要業務部門之一。成立於2020年10月12日，由迪士尼的流媒體服務、廣告銷售部門和聯合電視網絡組成。專注於迪士尼三個內容集團：華特迪士尼影業集團、華特迪士尼電視和ESPN體育。
2023年2月8日，华特迪士尼总裁鲍勃·艾格在2023年第一季度财报中宣布“迪士尼媒體和娛樂發行”于同日停止运营，其业务则并入于同日成立的新业务部门“迪士尼娱乐”下。

## 外部連結
- 官方网站